# Sempre (Lisa)
(da Sempre, 1998)
Sempre è un singolo di Lisa, composto da Guido Morra e Maurizio Fabrizio, presentato al Festival di Sanremo 1998 dove ottenne il secondo posto tra i Giovani e il terzo tra i Big. Si tratta del primo singolo estratto dall'album di debutto della cantante, nonché del suo pezzo di maggior successo.
Nel 2000 è stato pubblicato in Francia il CD singolo del brano (estratto dall'album Lisa, uscito nel 1999 esclusivamente per il mercato francese e contenente tracce provenienti dai primi due album della cantante, ossia Lisa e L'essenziale). La canzone è stata successivamente ripresa nell'album Au nom d'une femme della cantante Hélène Ségara in una versione in lingua francese intitolata Sempre, Sempre.
La stessa Lisa ne ha inoltre inciso una versione in lingua spagnola intitolata Siempre.
Nel 2018 il pezzo è tornato in auge grazie alla trasmissione Ora o mai più andata in onda su Rai 1. La canzone è stata eseguita da Lisa nella prima puntata del programma, vinta proprio dalla cantante calabrese.

## Tracce
CD singolo promozionale (estratto dall'album Lisa in Italia e trasmesso dalle radio a partire dal 25 febbraio 1998)
1. Sempre - 4:00

CD singolo (pubblicato in Francia nel 2000)
1. Sempre - 4:00
2. Nei sogni miei - 4:19

## Crediti
- Lisa: voce
- Luigi Cappellotto: basso
- Andrea Surdi: batteria
- Maurizio Fabrizio: chitarra e tastiere